# Tersilochus meridionalis
Tersilochus meridionalis är en stekelart som först beskrevs av Morley 1913.  Tersilochus meridionalis ingår i släktet Tersilochus och familjen brokparasitsteklar. Inga underarter finns listade i Catalogue of Life.